# Trophée Éric Bompard 2015
Trophée Éric Bompard 2015 – czwarte w kolejności zawody łyżwiarstwa figurowego z cyklu Grand Prix 2015/2016. Zawody miały odbywać się od 13 do 15 listopada 2016 roku w hali Meriadeck Ice Rink w Bordeaux, jednak zostały przerwane po pierwszym dniu zawodów. 
W związku z zamachami terrorystycznymi 13 listopada 2015 roku w Paryżu, zawody zostały przerwane po programie krótkim i na podstawie tego rezultatu 23 listopada ogłoszono zwycięzców Trophée Éric Bompard 2015.
Rywalizację wśród solistów wygrał Japończyk Shōma Uno, zaś wśród solistek Amerykanka Gracie Gold. W parach sportowych triumfowali Rosjanie Tetiana Wołosożar i Maksim Trańkow, zaś w parach tanecznych Amerykanie Madison Hubbell i Zachary Donohue.

## Wyniki

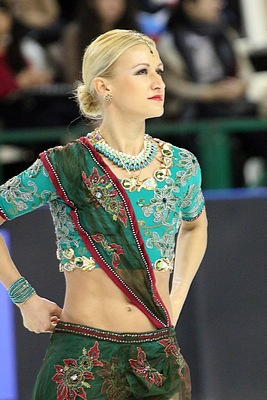
Tetiana Wołosożar (RUS) podczas zawodów

### Soliści
| Poz. | Zawodnik          | Nota łączna | SP | SP    |
| ---- | ----------------- | ----------- | -- | ----- |
| 1    | Shōma Uno         | 89,56       | 1  | 89,56 |
| 2    | Maksim Kowtun     | 86,82       | 2  | 86,82 |
| 3    | Daisuke Murakami  | 80,24       | 3  | 80,24 |
| 4    | Dienis Tien       | 80,10       | 4  | 80,10 |
| 5    | Patrick Chan      | 76,10       | 5  | 76,10 |
| 6    | Aleksandr Pietrow | 74,64       | 6  | 74,64 |
| 7    | Max Aaron         | 72,91       | 7  | 72,91 |
| 8    | Wang Yi           | 72,08       | 8  | 72,08 |
| 9    | Kim Jin-seo       | 71,24       | 9  | 71,24 |
| 10   | Chafik Besseghier | 68,36       | 10 | 68,36 |
| 11   | Romain Ponsart    | 62,86       | 11 | 62,86 |

### Solistki
| Poz. | Zawodniczka              | Nota łączna | SP | SP    |
| ---- | ------------------------ | ----------- | -- | ----- |
| 1    | Gracie Gold              | 73,32       | 1  | 73,32 |
| 2    | Julija Lipnicka          | 65,63       | 2  | 65,63 |
| 3    | Roberta Rodeghiero       | 58,81       | 3  | 58,81 |
| 4    | Kanako Murakami          | 58,30       | 4  | 58,30 |
| 5    | Jelizawieta Tuktamyszewa | 56,21       | 5  | 56,21 |
| 6    | Gabrielle Daleman        | 55,35       | 6  | 55,35 |
| 7    | Angelina Kučvaļska       | 53,68       | 7  | 53,68 |
| 8    | Angela Wang              | 53,60       | 8  | 53,60 |
| 9    | Haruka Imai              | 47,87       | 9  | 47,87 |
| 10   | Brooklee Han             | 47,65       | 10 | 47,65 |
| 11   | Maé-Bérénice Méité       | 46,82       | 11 | 46,82 |
| 12   | Laurine Lecavelier       | 46,53       | 12 | 46,53 |

### Pary sportowe
| Poz. | Zawodnicy                              | Nota łączna | SP | SP    |
| ---- | -------------------------------------- | ----------- | -- | ----- |
| 1    | Tetiana Wołosożar / Maksim Trańkow     | 74,50       | 1  | 74,50 |
| 2    | Vanessa James / Morgan Ciprès          | 65,75       | 2  | 65,75 |
| 3    | Julianne Séguin / Charlie Bilodeau     | 64,95       | 3  | 64,95 |
| 4    | Peng Cheng / Zhang Hao                 | 64,10       | 4  | 64,10 |
| 5    | Nicole Della Monica / Matteo Guarise   | 64,08       | 5  | 64,08 |
| 6    | Marissa Castelli / Mervin Tran         | 62,63       | 6  | 62,63 |
| 7    | Jewgienija Tarasowa / Władimir Morozow | 62,32       | 7  | 62,32 |
| 8    | Miriam Ziegler / Severin Kiefer        | 50,56       | 8  | 50,56 |

### Pary taneczne
| Poz. | Zawodnicy                                    | Nota łączna | SD | SD    |
| ---- | -------------------------------------------- | ----------- | -- | ----- |
| 1    | Madison Hubbell / Zachary Donohue            | 64,45       | 1  | 64,45 |
| 2    | Piper Gilles / Paul Poirier                  | 63,94       | 2  | 63,94 |
| 3    | Aleksandra Stiepanowa / Iwan Bukin           | 60,64       | 3  | 60,64 |
| 4    | Penny Coomes / Nicholas Buckland             | 58,34       | 4  | 58,34 |
| 5    | Laurence Fournier Beaudry / Nikolaj Sørensen | 54.72       | 5  | 54,72 |
| 6    | Anna Janowska / Siergiej Mozgow              | 52,88       | 6  | 52,88 |
| 7    | Alisa Agafonowa / Alper Uçar                 | 47,64       | 7  | 47,64 |